# فلوكة
الفَلوكة أو الفَلّوكة (ج الفلايك أو الفلاليك) هو قارب إبحار تقليدي خشبي تستخدم في المياه المحمية في البحر الأحمر وشرق البحر الأبيض المتوسط بما في ذلك مالطا، وبشكل خاص في مصر والسودان وكذلك في العراق، تحتوي على شراع أو إثنين من الأشرعة.

## التسمية
كانت الكلمة تشير إلى كل قارب صيد صغير وهو مصطلح انتشر في أنحاء وجه بحري إضافة إلى مناطق معينة في المغرب العربي. أما أصل التسمية فهو مدرج في معجم الفراهيدي وأصل التسمية تعود إلى الفلك أي السفينة أما الزبيدي فيقول في معجمه أن الفلوكة هو إسم تصغير لفلك  .

## الوصف

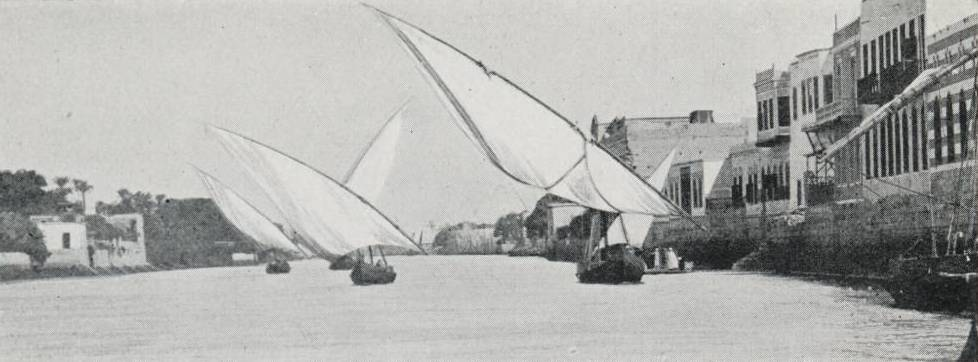
فلايك النيل في القاهرة 1906م

## معرض صور

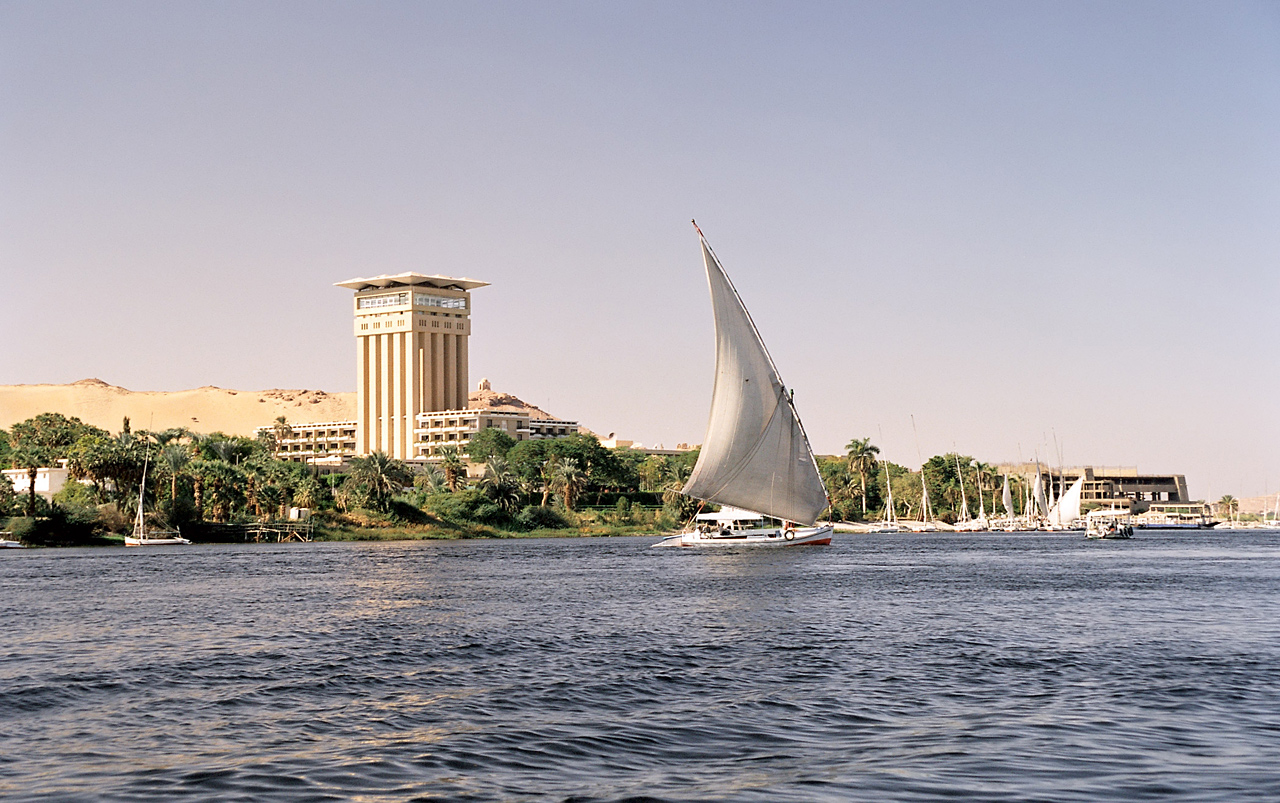
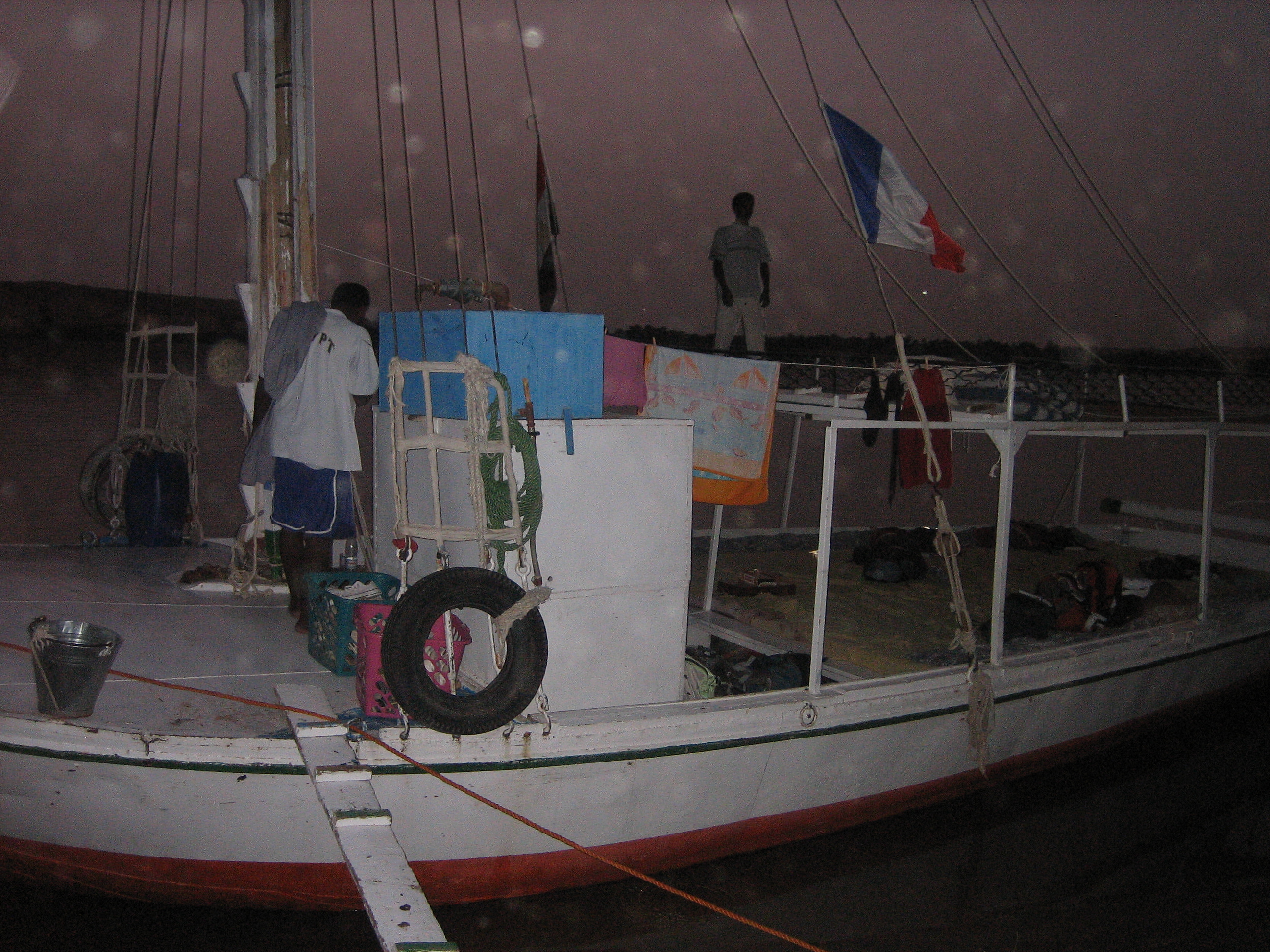
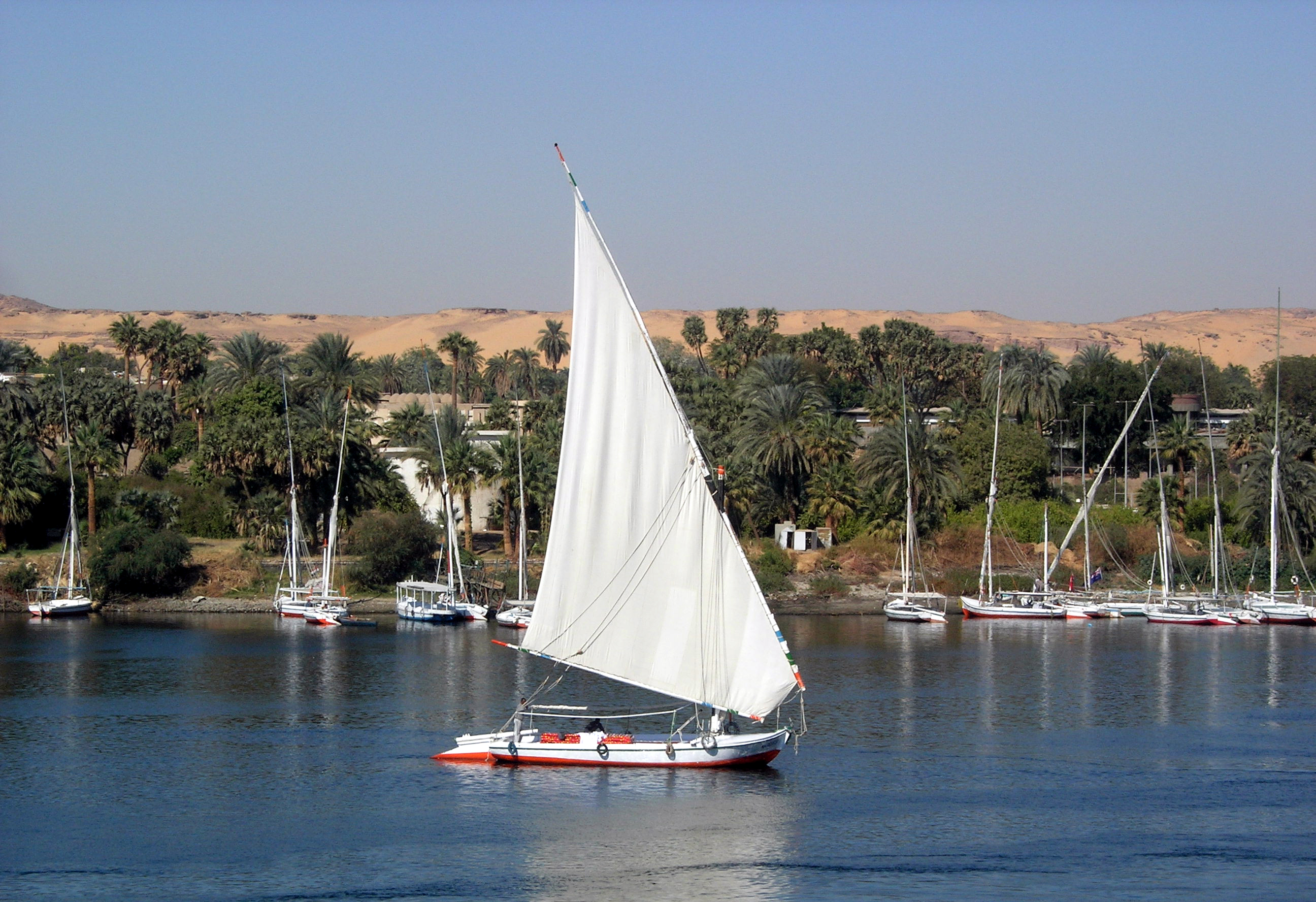
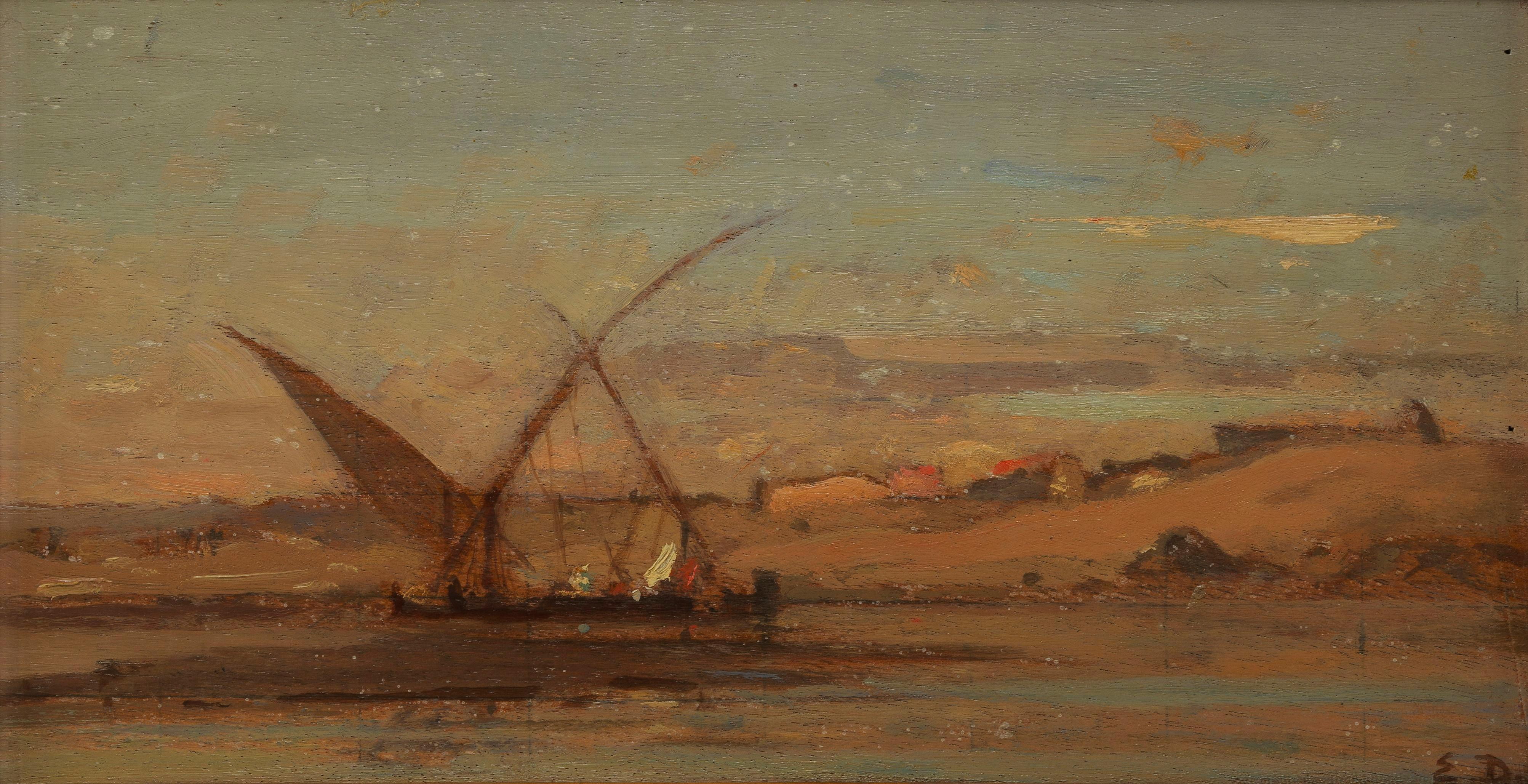
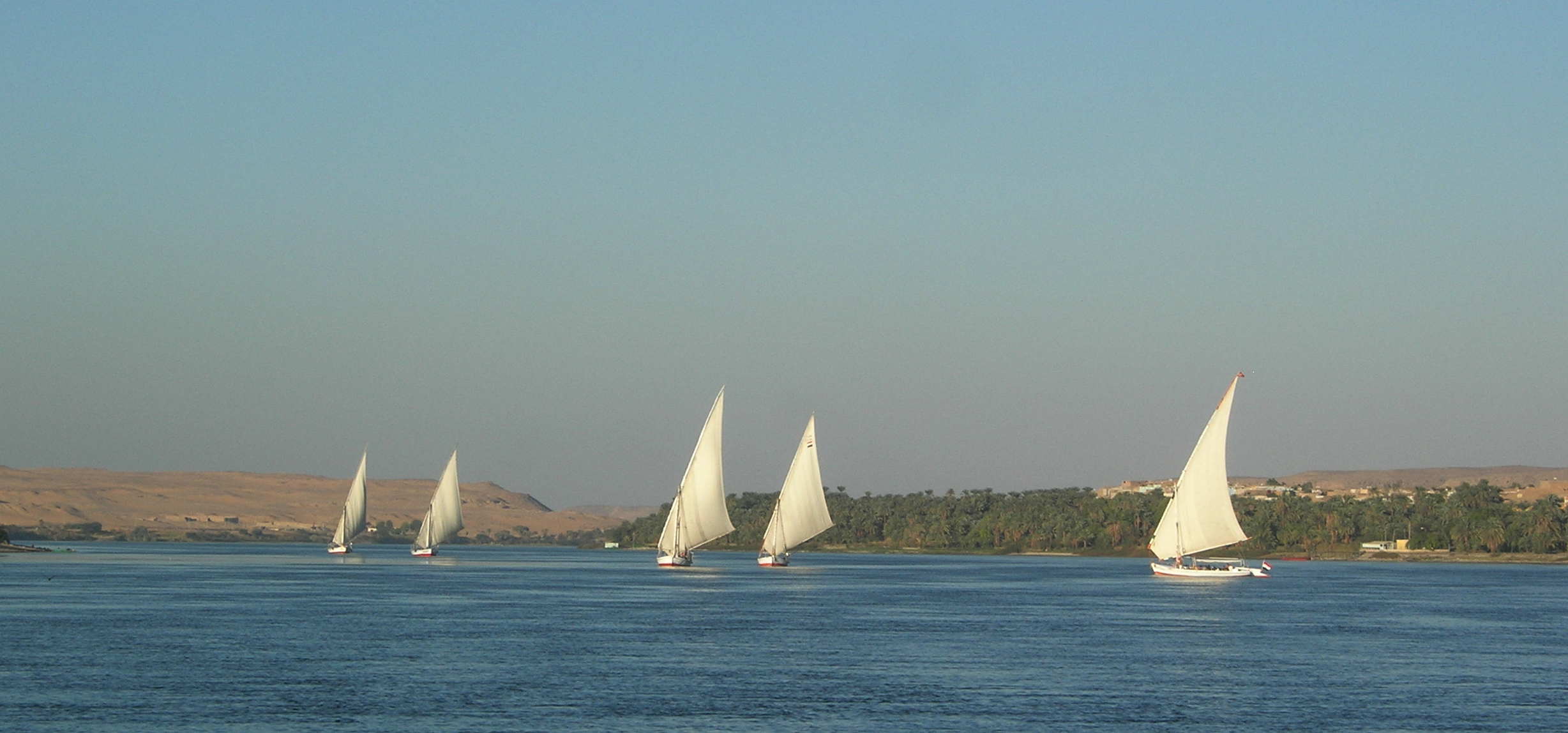

### مقالات ذات صلة
- بناء السفن

### وصلات خارجية
- "الفلوكة".. مساكن البؤس على صفحة النيل